# Iris Bent
Iris Bent, verh. Dixon, (* ca. 1931) ist eine ehemalige australische Radsportlerin.

## Sportliche Laufbahn
Iris Bent gehörte neben Berenice Wise zur ersten Generation von Profi-Radrennfahrerinnen in Australien. 1945, im Alter von 14 Jahren, trat sie zu ihrem ersten Rennen an und folgte damit dem Vorbild ihres Vaters George, genannt Buzzer, Vereinsmeister des Brunswick Cycling Clubs. Er war auch ihr Trainer.
Bis 1947 galt Bent als Amateurin, als die Victorian Women's Professional Cycling Union (VWPCU) gegründet wurde. 1949 wurde sie erstmals australische Meisterin, insgesamt errang sie zwölf nationale Titel auf der Bahn und vier auf der Straße. Iris Bent hatte einen lokalen Sponsor, der ihr für eine Rekordfahrt hinter Schrittmacher-Motorrad 1947 ein spezielles Rad zur Verfügung stellte. Die VWPCU wurde allerdings 1954 eingestellt, und der Frauenradsport in Australien verlor wieder an Bedeutung. Ein Grund dafür war der Widerstand der League of Victorian Wheelman (LVW), die VWPCU aufzunehmen und den weiblichen Sportlern eine Lizenz zu erteilen.
Iris Bent war bis zu dessen Tod verheiratet mit Jim Dixon, der ebenfalls Radsportler war; das Paar bekam vier Kinder. Nach der Geburt des vierten Kindes nahm sie ihr Radsporttraining wieder auf, da sie inzwischen stark zugenommen hatte. Nach einem Zusammenstoss mit einem Auto zog sie sich endgültig aus dem Renngeschehen zurück. 1992, im Alter von rund 60 Jahren, gewann sie allerdings ein 66 Kilometer langes Masters-Straßenrennen von Benalla nach Yarrawonga und 2004 wurde sie Senioren-Weltmeisterin (70–74) im Kriterium.
2014 wurde Iris Dixon in die Victorian Cycling Hall of Fame aufgenommen, 2016 in die Cycling Australia Hall of Fame, nachdem die Radsportlerin Anna Millward 2015 in ihrer Dankesrede anlässlich ihrer eigenen Aufnahme in die Hall of Fame den Namen von Iris Bent ins Spiel gebracht hatte. Seit 2013 vergibt Cycling Victoria aus Anlass des Weltfrauentags den Iris Dixon Women’s Cycling Champion of the Year für Verdienste um den Frauenradsport. Unter den bisherigen Preisträgerinnen befinden sich die ehemalige Radsportlerin Tracey Gaudry (2014) und die Paracyclerin Carol Cooke (2017).